# Inocybe stenospora
Inocybe stenospora är en svampart som tillhör divisionen basidiesvampar, och som beskrevs av Johann Stangl och Andreas Bresinsky. Inocybe stenospora ingår i släktet Inocybe, och familjen Crepidotaceae. Arten har ej påträffats i Sverige.